# نائلة سلطان
نائلة سلطان (بالتركية العثمانية: نائلہ سلطان، وبالتركية الحديثة: Naile Sultan) ـ (30 سبتمبر 1856 ـ 18 يناير 1882) هي ابنة السلطان العثماني عبد المجيد الأول من زوجته الأبخازية شائستة خانم.
ولدت نائلة سلطان سنة 1856، وهي نفس السنة التي ولدت فيها أختها الأميرة مديحة سلطان، وتزوجت من محمد باشا، ياور أخيها السلطان عبد الحميد الثاني، الي كان شركسي الأصل، وكان من أقارب أمها، وقد أقيم حفل زفاف نائلة سلطان ومحمد باشا في قصر ضولمه بخشه في 6 أكتوبر 1876، وأقيم معه في نفس الوقت والمكان حفل زفاف الأميرة بهيجة سلطان وخليل باشا حميد زاده. وقد تزوج محمد باشا بعد وفاة نائلة سلطان من الأميرة أسماء سلطان، ابنة السلطان عبد العزيز من زوجته نشرك قادين.

## وفاتها
أصيبت نائلة سلطان ـ كأختها الكبرى بهيجة سلطان ـ بداء السل، الذي عانت منه طيلة شبابها، إلى أن توفيت من جرائه في 18 يناير 1882، وهي في السادسة والعشرين من عمرها، ودُفنت في مسجد يني جامع بالآستانة، ولم تنجب نائلة سلطان أطفالًا.